# Tanko (Einheit)
Tanko war ein finnisches Längenmaß.
Basierend auf die Stockholmer Aln/Elle oder der Rydaholms Aln/Elle:
- 1 Tanko (Stange) = 1 2/3 Syli = 5 Kyynära (Elle) = 10 Jalkaa (Fuß) = 20 Kortelli/ Kvartar = 100 Kymmenystuuma = 120 Tuuma työmitttana/Verktum = 1440 Linja = 2,96892 Meter
- Dezimal: 1 Tanko = 10 Jalkaa = 100 Tuumaa = 1000 Linja = 2,969 Meter